# Даворка
Даворка — річка в Білорусі й Росії, у Добруському й Злинковському районах Гомельської й Брянської областей. Права притока Цяти (басейн Дніпра).

## Опис
Довжина річки 16 км., похил річки — 1,6 м/км. Площа басейну 67,7 км².

## Розташування
Бере початок на північному сході від села Леніни. Тече переважно на південний схід і у Баранівці впадає у річку Цяту, праву притоку Снові.